# Kanton Clamecy
Kanton Clamecy (francouzsky Canton de Clamecy) je francouzský kanton v departementu Nièvre v regionu Burgundsko. Tvoří ho 14 obcí.

## Obce kantonu
- Armes
- Billy-sur-Oisy
- Breugnon
- Brèves
- Chevroches
- Clamecy
- Dornecy
- Oisy
- Ouagne
- Pousseaux
- Rix
- Surgy
- Trucy-l'Orgueilleux
- Villiers-sur-Yonne